# Benthophiloides
Benthophiloides is een geslacht van straalvinnige vissen uit de familie van grondels (Gobiidae). Het geslacht is voor het eerst wetenschappelijk beschreven in 1927 door Beling & Iljin.

## Soorten
- Benthophiloides brauneri Beling & Iljin, 1927
- Benthophiloides turcomanus (Iljin, 1941)